# La Croix-sur-Ourcq
Pour les articles homonymes, voir Croix (homonymie).
La Croix-sur-Ourcq est une commune française située dans le département de l'Aisne en région Hauts-de-France.

## Géographie

### Hydrographie
La commune est située dans le bassin Seine-Normandie. Elle est drainée par le ru Villon,.

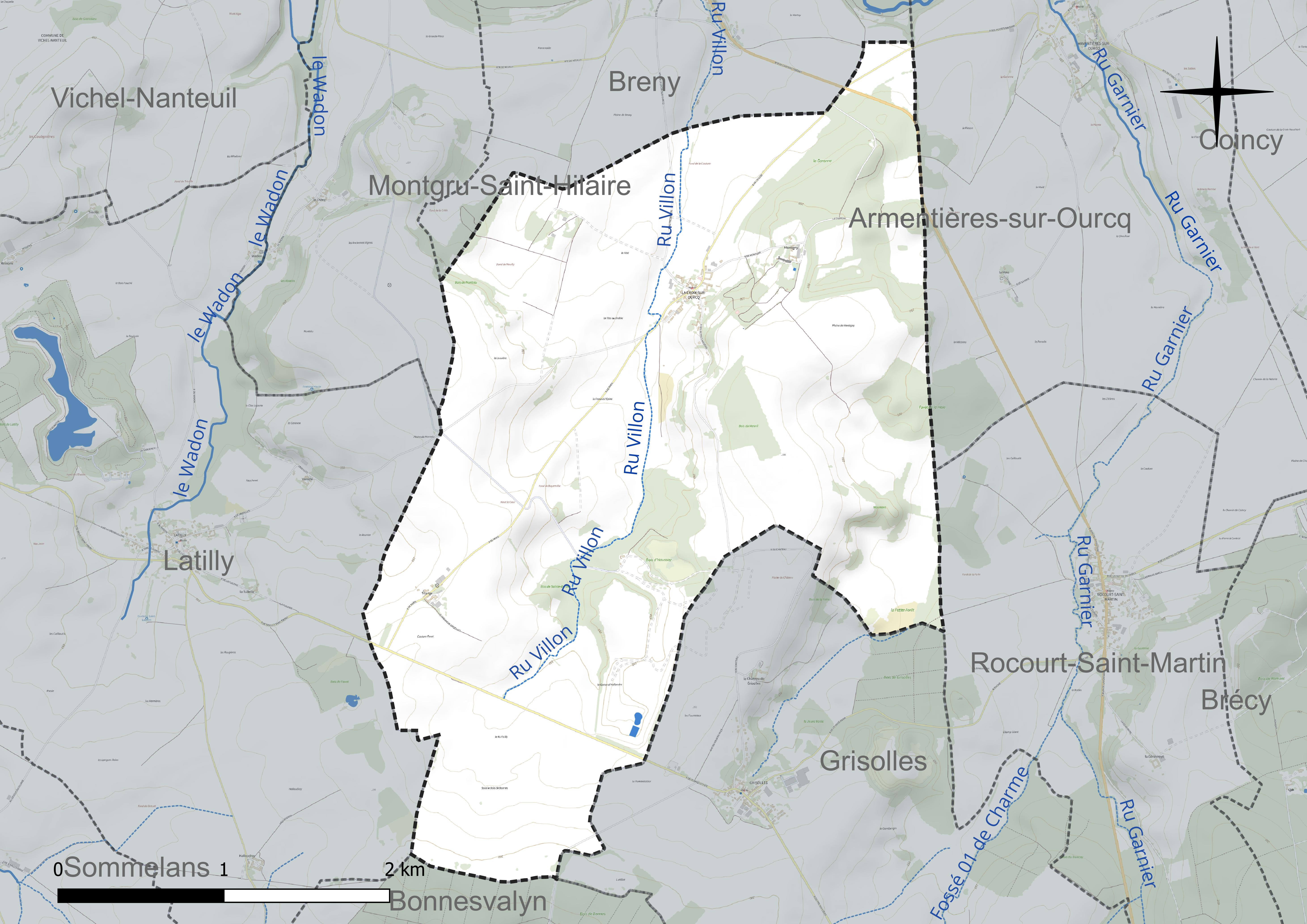
Réseau hydrographique de la Croix-sur-Ourcq.

### Climat
Pour des articles plus généraux, voir Climat des Hauts-de-France et Climat de l'Aisne.
En 2010, le climat de la commune est de type climat océanique dégradé des plaines du Centre et du Nord, selon une étude du CNRS s'appuyant sur une série de données couvrant la période 1971-2000. En 2020, Météo-France publie une typologie des climats de la France métropolitaine dans laquelle la commune est exposée à un climat océanique altéré et est dans la région climatique Nord-est du bassin Parisien, caractérisée par un ensoleillement médiocre, une pluviométrie moyenne régulièrement répartie au cours de l'année et un hiver froid (3 °C).
Pour la période 1971-2000, la température annuelle moyenne est de 10,3 °C, avec une amplitude thermique annuelle de 15,3 °C. Le cumul annuel moyen de précipitations est de 753 mm, avec 12,5 jours de précipitations en janvier et 8,7 jours en juillet. Pour la période 1991-2020, la température moyenne annuelle observée sur la station météorologique la plus proche, située sur la commune de Blesmes à 16 km à vol d'oiseau, est de 10,6 °C et le cumul annuel moyen de précipitations est de 713,0 mm,. Pour l'avenir, les paramètres climatiques de la commune estimés pour 2050 selon différents scénarios d'émission de gaz à effet de serre sont consultables sur un site dédié publié par Météo-France en novembre 2022.

## Urbanisme

### Typologie
Au 1er janvier 2024, La Croix-sur-Ourcq est catégorisée commune rurale à habitat dispersé, selon la nouvelle grille communale de densité à 7 niveaux définie par l'Insee en 2022.
Elle est située hors unité urbaine. Par ailleurs la commune fait partie de l'aire d'attraction de Château-Thierry, dont elle est une commune de la couronne,. Cette aire, qui regroupe 52 communes, est catégorisée dans les aires de moins de 50 000 habitants,.

### Occupation des sols
L'occupation des sols de la commune, telle qu'elle ressort de la base de données européenne d'occupation biophysique des sols Corine Land Cover (CLC), est marquée par l'importance des territoires agricoles (80,5 % en 2018), en diminution par rapport à 1990 (83,8 %). La répartition détaillée en 2018 est la suivante : 
terres arables (73,9 %), forêts (13,3 %), zones agricoles hétérogènes (6,5 %), mines, décharges et chantiers (3,6 %), milieux à végétation arbustive et/ou herbacée (2,7 %).
L'évolution de l'occupation des sols de la commune et de ses infrastructures peut être observée sur les différentes représentations cartographiques du territoire : la carte de Cassini (XVIIIe siècle), la carte d'état-major (1820-1866) et les cartes ou photos aériennes de l'IGN pour la période actuelle (1950 à aujourd'hui).

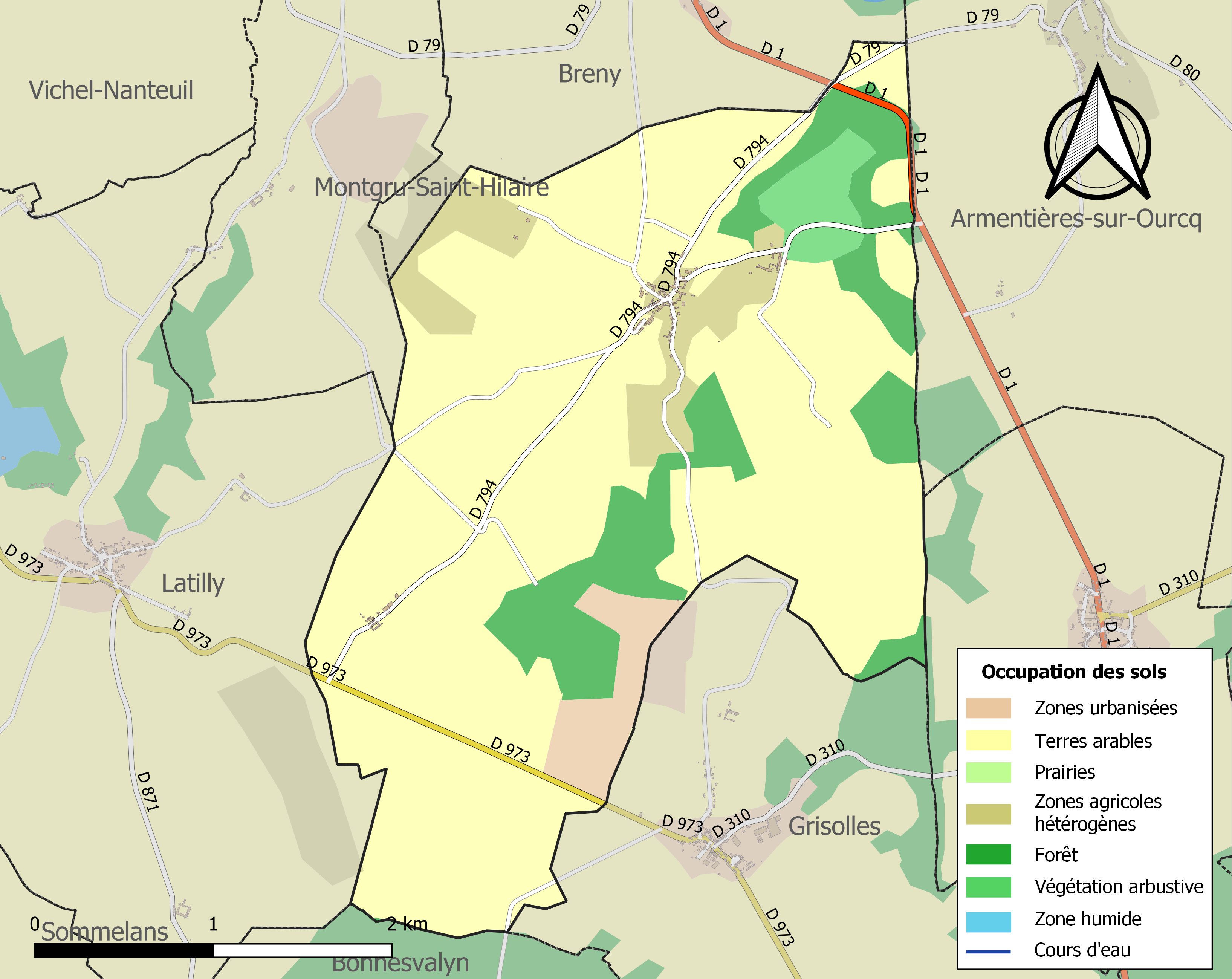
Carte des infrastructures et de l'occupation des sols de la commune en 2018 (CLC).

## Toponymie
Le nom de la localité est attesté sous les formes Crux in Brid en 1153, Croix (La) avant le décret du 19 août 1937,.

Pluriel de l'oïl croix.

Il y a plusieurs hypothèses pour l'étymologie de Croix :

le nom pourrait avoir pour origine le croisement de deux chemins, croix de carrefour, carrefour en forme de croix et par extension la croisée des chemins.
 
Il pourrait venir de la racine saxonne Cro signifiant « terre molle, boueuse, marécageuse ».

Plus vraisemblablement le nom viendrait d'une borne limite surmontée d'une croix ou d'un calvaire érigé là par le pouvoir ecclésiastique, comme c'était fréquemment le cas au bord des chemins au Moyen Âge.
L'Ourcq (Urc en 855) est une rivière française affluente de rive droite de la Marne qui coule dans les départements de l'Aisne, l'Oise et la Seine-et-Marne.
La vallée de l'Ourcq constitue la frontière géographique naturelle délimitant le Soissonnais au Nord de l'Orxois au Sud.

## Histoire
Ce lieu provient d'une division d'un ancien fief appartenant à un "Adam de la Croix".

## Politique et administration

### Découpage territorial
La commune de Croix-sur-Ourcq est membre de la communauté d'agglomération de la Région de Château-Thierry, un établissement public de coopération intercommunale (EPCI) à fiscalité propre créé le 1er janvier 2017 dont le siège est à Étampes-sur-Marne. Ce dernier est par ailleurs membre d'autres groupements intercommunaux.
Sur le plan administratif, elle est rattachée à l'arrondissement de Château-Thierry, au département de l'Aisne et à la région Hauts-de-France. Sur le plan électoral, elle dépend du  canton de Villers-Cotterêts pour l'élection des conseillers départementaux, depuis le redécoupage cantonal de 2014 entré en vigueur en 2015, et de la cinquième circonscription de l'Aisne  pour les élections législatives, depuis le dernier découpage électoral de 2010.

### Administration municipale
| Période                                  | Période                       | Identité        | Étiquette | Qualité                                                  |
| ---------------------------------------- | ----------------------------- | --------------- | --------- | -------------------------------------------------------- |
| Les données manquantes sont à compléter. |                               |                 |           |                                                          |
| mars 2001                                | mars 2008                     | Alain Gautier   |           |                                                          |
| mars 2008                                | mai 2020                      | René Lemeltier  | SE        | Entrepreneur en bâtiments Réélu pour le mandat 2014-2020 |
| mai 2020                                 | En cours (au 12 juillet 2020) | Ludovic Gautier |           |                                                          |

## Démographie
L'évolution du nombre d'habitants est connue à travers les recensements de la population effectués dans la commune depuis 1793. Pour les communes de moins de 10 000 habitants, une enquête de recensement portant sur toute la population est réalisée tous les cinq ans, les populations de référence des années intermédiaires étant quant à elles estimées par interpolation ou extrapolation. Pour la commune, le premier recensement exhaustif entrant dans le cadre du nouveau dispositif a été réalisé en 2005.

En 2022, la commune comptait 89 habitants, en évolution de −17,59 % par rapport à 2016 (Aisne : −1,97 %, France hors Mayotte : +2,11 %).
| 1793 | 1800 | 1806 | 1821 | 1831 | 1836 | 1841 | 1846 | 1851 |
| ---- | ---- | ---- | ---- | ---- | ---- | ---- | ---- | ---- |
| 158  | 155  | 141  | 162  | 152  | 156  | 184  | 192  | 174  |

| 1856 | 1861 | 1866 | 1872 | 1876 | 1881 | 1886 | 1891 | 1896 |
| ---- | ---- | ---- | ---- | ---- | ---- | ---- | ---- | ---- |
| 201  | 187  | 173  | 149  | 156  | 155  | 150  | 130  | 106  |

| 1901 | 1906 | 1911 | 1921 | 1926 | 1931 | 1936 | 1946 | 1954 |
| ---- | ---- | ---- | ---- | ---- | ---- | ---- | ---- | ---- |
| 108  | 142  | 121  | 139  | 217  | 185  | 119  | 166  | 184  |

| 1962 | 1968 | 1975 | 1982 | 1990 | 1999 | 2005 | 2006 | 2010 |
| ---- | ---- | ---- | ---- | ---- | ---- | ---- | ---- | ---- |
| 119  | 124  | 96   | 108  | 117  | 91   | 95   | 93   | 124  |

| 2015 | 2020 | 2022 | - | - | - | - | - | - |
| ---- | ---- | ---- | - | - | - | - | - | - |
| 108  | 91   | 89   | - | - | - | - | - | - |

## Lieux et monuments
- Église Notre-Dame, du XIe siècle, classée monument historique en 1920.

## Pour approfondir